# Friedrich Dewehrt
Friedrich Dewehrt (geboren um 1808 in Plön, Dänischer Gesamtstaat; gestorben nach 1848) war ein deutsch-österreichischer Maler und Lithograf. 

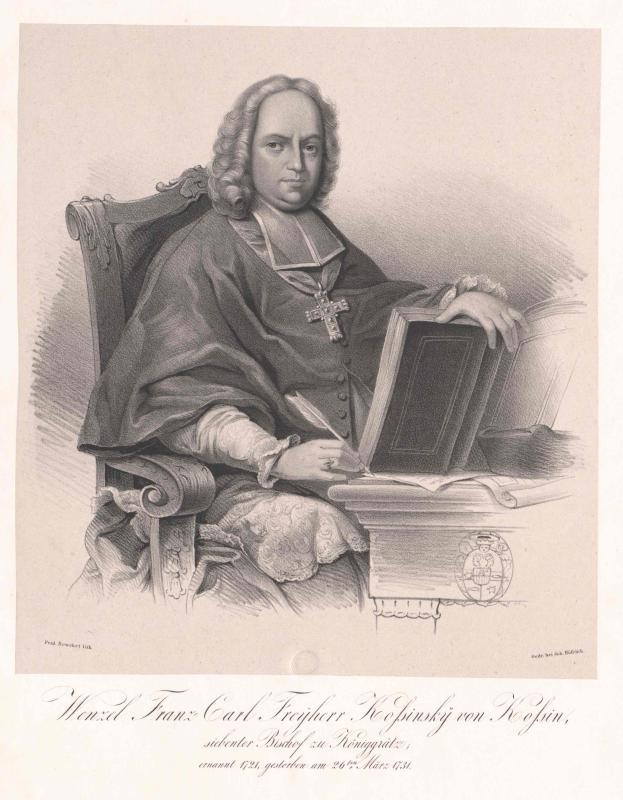
Wenzel Franz Karl Košinský von Košín (nach einer Vorlage)

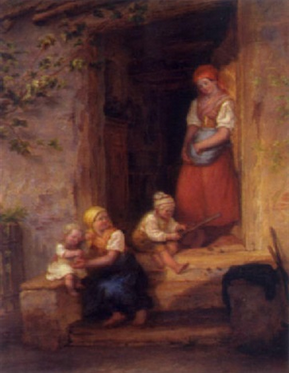
Spielende Kinder (um 1850)

## Leben
Friedrich Dewehrt studierte von 1832 bis 1835 an der Kunstakademie Wien, zuletzt bei Leopold Kupelwieser. Er gehörte zum Kreis um den Porträtisten Joseph Kriehuber. Dewehrt war mit Stadt- und Landschaftsansichten auf den Ausstellungen der Wiener Akademie vertreten. 1840 nahm Charles Fuchs Dewehrts nachgezeichnetes Porträt von Christian Matthias Schröder in seine Porträtsammlung Hamburg's denkwürdige Männer auf. Von Dewehrt sind zahlreiche Porträtlithografien überliefert. 